# Gardenia brighamii
Gardenia brighamii es una especie de pequeño árbol de la familia de las rubiáceas. Es un endemismo de Hawái.

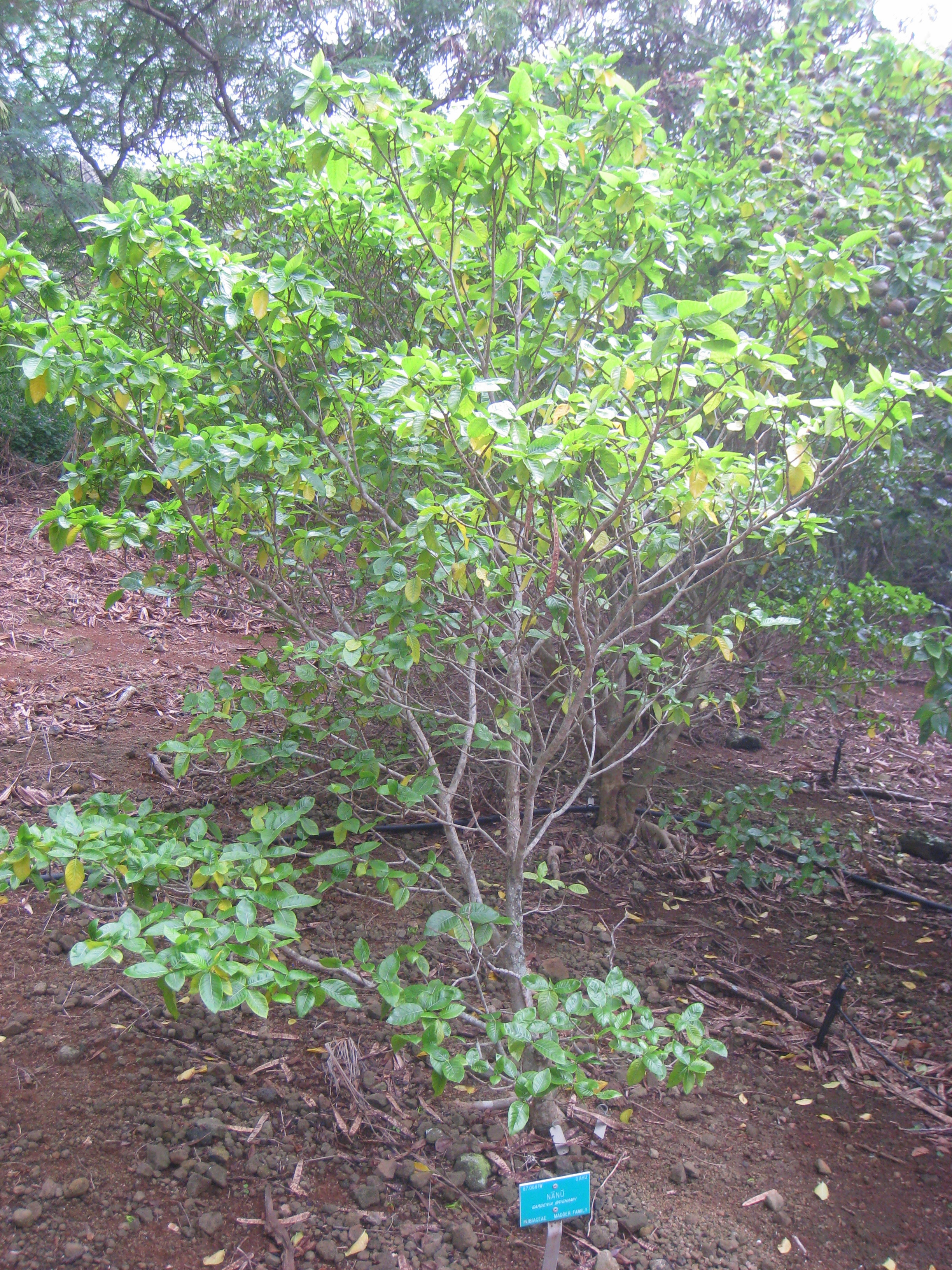
Vista de la planta

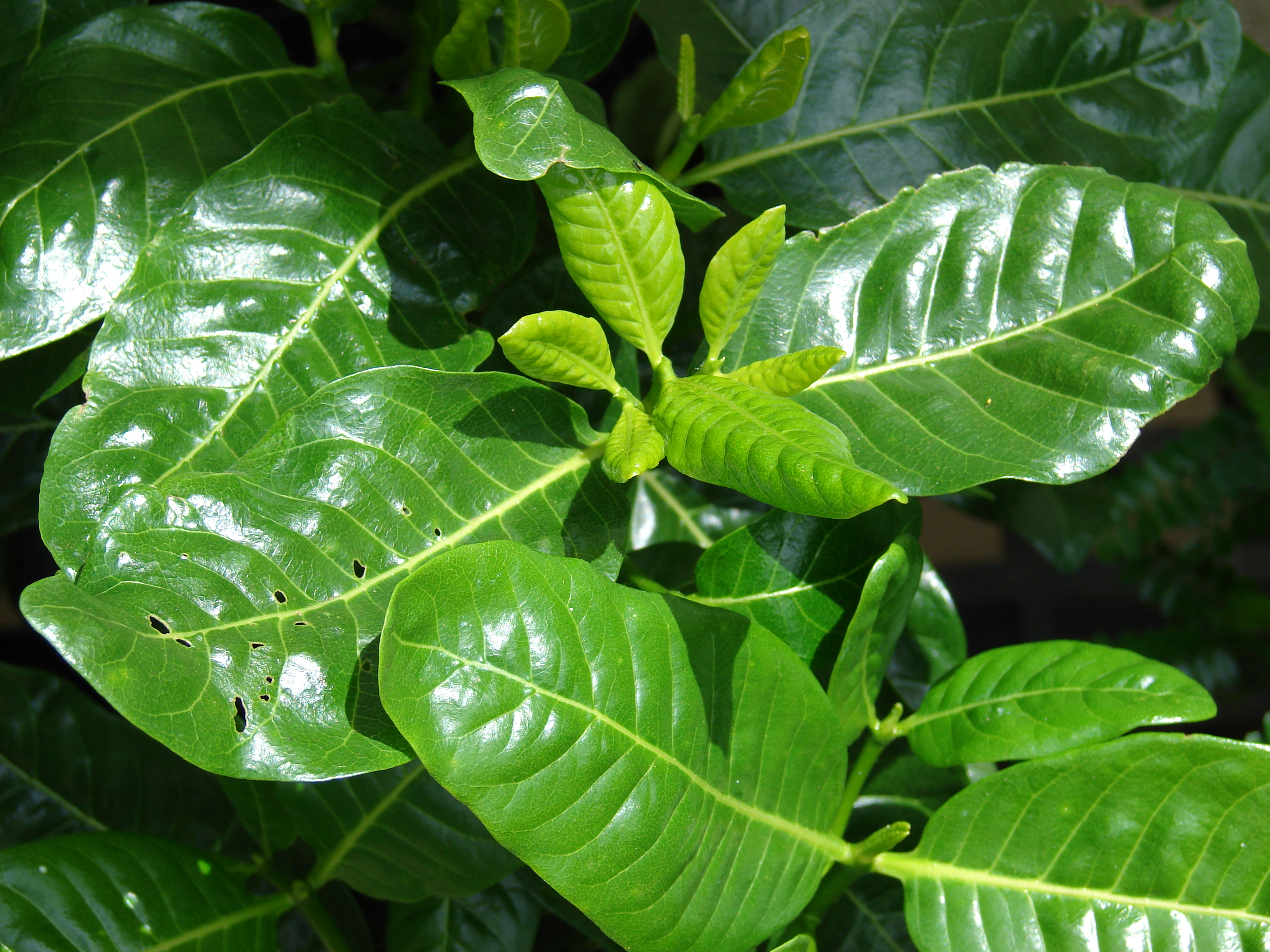
Hojas

## Descripción
G. brighamii es un pequeño árbol que alcanza un tamaño de 5 m de altura. Las hojas son brillantes, de color verde oscuro, son ovadas, de 2.2 a 10.5 cm de largo y 1.5-5.5 cm  de ancho. Los pétalos de las flores son blancos se fusionan en la base para formar un tubo de 15 a 20 mm de longitud con seis lóbulos.

## Hábitat y distribución
Habita en los bosques tropicales secos en elevaciones de 350-520 m de altura. Antes se podía encontrar en todas las islas principales, pero las poblaciones en la actualidad solo existen en Maui, Molokai, Oahu, Lanai y la Isla de Hawái.

## Conservación
La población total es de entre 15 y 20 árboles. Solo se conservan dos ejemplares en estado silvestre en Oahu y uno al isla de Hawái. Las amenazas más grandes a la supervivencia de la especie pasan por la destrucción de su hábitat en los bosques secos de Hawái y la introducción de especies invasoras como la Cenchrus setaceus.

## Taxonomía
Gardenia brighamii fue descrita por (Horace Mann y publicado en Proceedings of the American Academy of Arts and Sciences 7: 171, en el año 1867.
Etimología
Gardenia: nombre genérico que fue nombrado por  Carl Linnaeus  en honor de  Alexander Garden  (1730-1791), un naturalista escocés.
brighamii: epíteto otorgado en honor de William Tufts Brigham, primer director del Bishop Museum de Honolulu.